# Santa Maria in Via
Santa Maria in Via är en kyrkobyggnad i Rom, helgad åt Jungfru Maria. Den är belägen vid Via di Santa Maria in Via i Rione Trevi. I kyrkan vördas den undergörande ikonen "Madonna del Pozzo". Enligt traditionen svämmade en närbelägen brunn (italienska pozzo) över den 26 september 1256. En bild föreställande Jungfru Maria flöt på vattnet, vilket genast försvann då bilden togs om hand. Påven Alexander IV förklarade händelsen som ett mirakel och lät placera bilden på kyrkans altare.
Kyrkan omnämns år 955 i en bulla promulgerad av påven Agapetus II. Kyrkan byggdes om från grunden och stod klar 1513, då påven Leo X förlänade den åt servitorden, som fortfarande innehar den. I slutet av 1500-talet beslutade orden att bygga om kyrkan och Giacomo della Porta och Francesco da Volterra anlitades som arkitekter. Kyrkbygget fullbordades av Carlo Francesco Lambardi. Fasaden, som uppfördes efter ritningar av Carlo Rainaldi, slutfördes inte förrän 1681.
Kardinal Roberto Bellarmino innehade kyrkan som titulus.

## Konstverk
- Giovanni Domenico Piastrini: Den helige Filippo Benizis första mässa (1724)
- Vincenzo Pacetti: Pietro Antonio Serassis gravmonument (1700-tal)
- Michelangelo Bedini: Jungfru Marias kröning (1946)
- Antonio Circignani: Den helige Filippo Benizi i bön
- Antonio Giusani: Den helige Filippo Benizi ger sin klädnad till en fattig
- Tommaso Luini: Den helige Filippo Benizis gravläggning
- Cavalier d'Arpino: Jesu födelse (1590-tal)
- Cavalier d'Arpino: Konungarnas tillbedjan (1590-tal)
- Cavalier d'Arpino: Bebådelsen (1590-tal)
- Jacopo Zucchi: Gud den evige Fadern
- Jacopo Zucchi: Noli me tangere (1590-tal)
- Jacopo Zucchi: Kristi förklaring (1590-tal)
- Jacopo Zucchi: Pingstundret (1590-tal)
- Jacopo Zucchi: Jungfru Marie himmelsfärd (1590-tal)
- Cristoforo Casolani: Den heliga Treenigheten med de heliga Johannes Döparen, Franciskus, Johannes evangelisten och Maria Magdalena
- Francesco Lambardi: De tre änglarna uppenbarar sig för Abraham
- Cherubino Alberti: Den heliga Arken och änglar
- Giuseppe Montesanti: De heliga Pellegrino Laziosi, Giuliana Falconieri och andra av servitordens helgon (1700-tal)
- Giuseppe Franco: Den botgörande Hieronymus
- Giovanni Bigatti: De heliga sju grundarna av servitorden
- Giuseppe Franco: Den helige Andreas

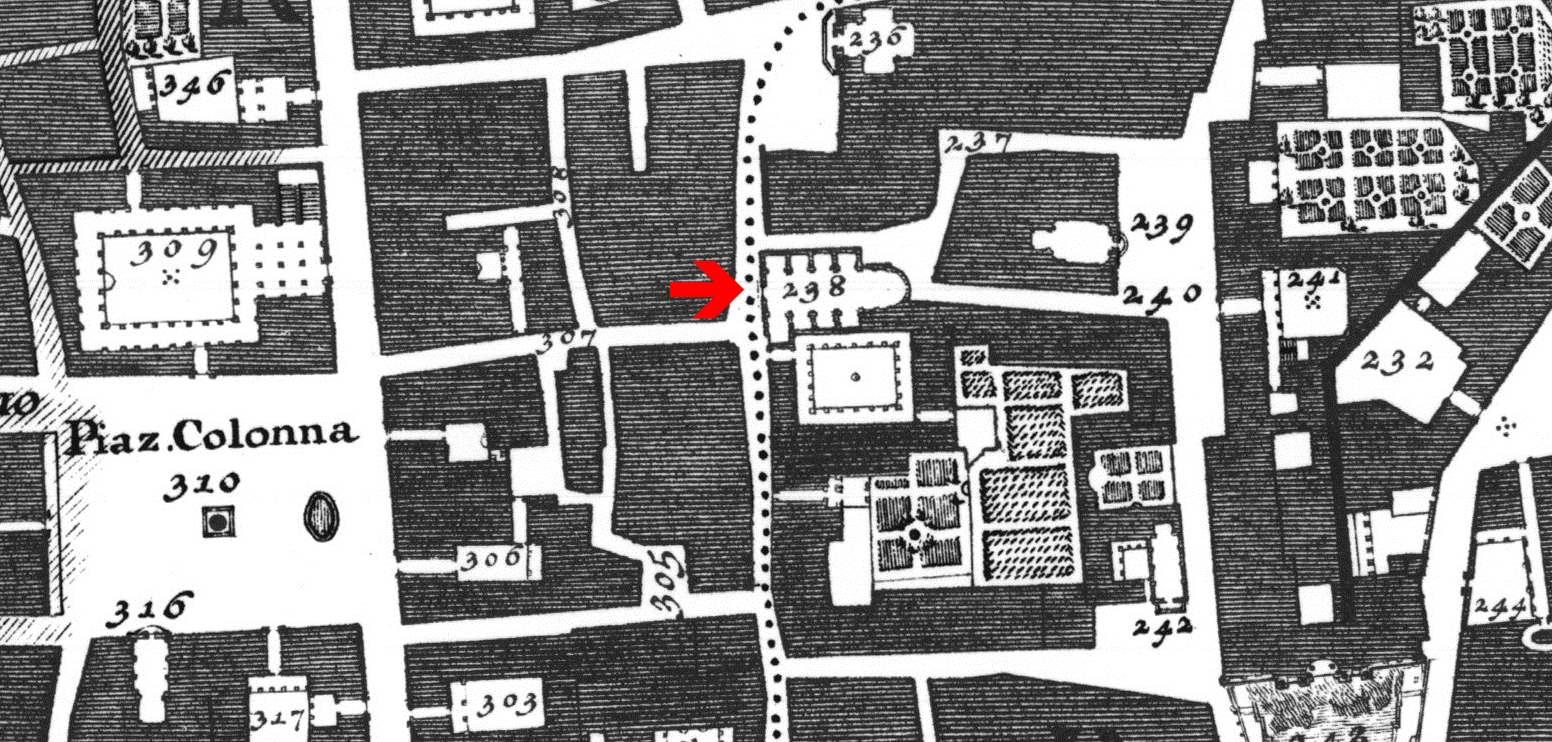
Santa Maria in Via (nummer 238 vid den röda pilen) på Giovanni Battista Nollis Rom-karta 1748